# Singcsonti csuklóhajlító izom

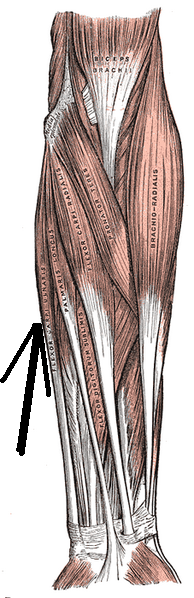
Az alkar izmai (A nyíl mutatja a singcsonti csuklóhajlító izom)

A singcsonti csuklóhajlító izom (latinul musculus flexor carpi ulnaris) egy izom az ember alkarján.

## Eredés, tapadás, elhelyezkedés
Két fejről ered felkarcsonti (humerus), singcsonti (ulna) melyek szalagok és alattuk egy "boltívben" futnak a nervus ulnaris és a arteria ulnaris. A felkarcsonti fej a belső könyökdudorról (epicondylus medialis humeri) ered a közös hajlító szalaggal az orsócsonti fej pedig a könyöknyúlvány (olecranon) belső széléről ered. Végig futva a singcsonton és végül a csukló alkotta borsócsonton (os pisiforme) tapad meg majd két szalag által a horgascsonton (os hamatum) keresztül az V. kézközépcsonton (os metacarpale) áll meg.

## Funkció
Hajlítja az alkart (flexio), valamint hajlítja (palmarflexio) és a test tengelyéhez közelíti a csuklót (adductio).

## Beidegzés, vérellátás
A nervus ulnaris idegzi be és az arteria ulnaris látja el vérrel.